# Peñascosa (ort)
Peñascosa är en ort i Spanien.   Den ligger i provinsen Provincia de Albacete och regionen Kastilien-La Mancha, i den centrala delen av landet, 220 km sydost om huvudstaden Madrid. Peñascosa ligger 1 166 meter över havet och antalet invånare är 382.
Terrängen runt Peñascosa är kuperad söderut, men norrut är den platt. Runt Peñascosa är det mycket glesbefolkat, med 2 invånare per kvadratkilometer. Närmaste större samhälle är Alcaraz, 7,1 km väster om Peñascosa. 